# Tchekardichthys
Tchekardichthys è un genere estinto di pesci ossei appartenente alla famiglia degli Amblypteridae, descritto sulla base di fossili rinvenuti in terreni risalenti al Permiano inferiore (Kunguriano) del bacino di Perm’ (Russia europea). Il genere è rappresentato da una sola specie, †Tchekardichthys sharovi.

## Etimologia
Il nome del genere deriva dal sito fossilifero di Tchekarda, situato sulla riva sinistra del fiume Sylva, unito al suffisso greco -ichthys (pesce). La specie tipo, Tchekardichthys sharovi, è dedicata al paleontologo A.G. Sharov, scopritore dell'olotipo negli anni '50 del XX secolo.

## Descrizione
Tchekardichthys sharovi era un piccolo pesce, con una lunghezza totale di circa 8 cm. Il corpo era profondamente fusiforme, con un peduncolo caudale di lunghezza pari alla sua minima profondità. La linea del dorso era marcatamente arcuata anteriormente all'origine della pinna dorsale.
Le pinne dorsale e anale erano ampie, triangolari e più profonde che lunghe; l'origine della dorsale precedeva quella dell'anale e si sovrapponeva parzialmente ad essa. Le pinne pelviche, di dimensioni moderate, erano posizionate leggermente più vicine alle pettorali che all'anale. Tutte le pinne presentavano piccoli fulcri marginali e raggi articolati con biforcazione distale. I raggi numerici approssimativi erano: 25 per la dorsale, 20 per l’anale e 16 per le pelviche.
Il cranio mostrava una ornamentazione marcata, con creste spesse di ganoina su ossa del tetto cranico e della cintura pettorale. I parietali erano circa tre volte più corti dei frontali; il dermosfenotico era in contatto con il nasale. L’osso dermoiale era presente, ma mancava l’epipreopercolo. L’opercolo era circa 1,5 volte più profondo del sottoopercolo.
Le scaglie laterali erano moderatamente grandi, con creste longitudinali sottili ma evidenti, e assenti erano le chiazze di scaglie minute alla base delle pinne dorsale e anale. Erano presenti 15 scaglie dorsali specializzate (scuti) prima dell'origine della pinna dorsale.

## Classificazione
Tchekardichthys sharovi venne descritto per la prima volta nel 2005 da Prokofiev, sulla base di resti fossili ritrovati nella località fossilifera di Tchekarda (bacino di Perm’, Russia europea orientale), ed è anche il primo rappresentante della famiglia Amblypteridae documentato nel Permiano inferiore terminale della Russia. Nonostante l’appartenenza chiara alla famiglia Amblypteridae, Tchekardichthys si distingue nettamente da tutti gli altri generi noti di questa famiglia per una combinazione unica di caratteristiche morfologiche, tra cui la posizione delle pinne, il numero dei raggi, la disposizione e la morfologia delle scaglie, l’ornamentazione delle ossa del tetto cranico e le proporzioni del peduncolo caudale.

## Paleoecologia
Tchekardichthys abitava ambienti fluvio-lagunari o estuarini, probabilmente caratterizzati da acque salmastre. Le sue morfologie indicano adattamenti a uno stile di vita attivo in ambienti d'acqua poco profonda.